# Sunnersta
Sunnersta är en stadsdel i södra Uppsala och Gottsunda distrikt med 5 787 invånare (2011). Sunnersta ligger vid Fyrisåns utlopp i Mälaren och är Uppsalas sydligaste egentliga stadsdel, cirka 7 kilometer söder om centrala Uppsala.
Från att ursprungligen vara en fristående tätort dominerad av fritidshusbebyggelse är Sunnersta sedan 1975 en del av Uppsala tätort. Sunnersta hade 2008 den tredje högsta medelinkomsten i Uppsala (efter Vårdsätra och Norby). Till Sunnersta räknas även områdena Flottsund (delen närmast Fyrisåns mynning) och Graneberg (i sydväst, vid Mälaren).
Sunnersta gränsar i syd till Knivsta kommun och Kungshamn-Morga samt Ekoln (Mälaren); i öster till Fyrisån; i norr till Gottsunda, Ultuna och Ultuna ängar samt i väst till Vårdsätra, Vårdsätra skog, Gottsundagipen och Södra Gottsunda.

## Historia

### Förhistoria
Sunnersta har varit bebodd under långa tider. Lämningar och gravhögar visar på mänsklig bosättning redan under bronsåldern. De stora fornlämningarna som finns på Sunnerstaåsen visar att området var starkt befäst redan under järnåldern. Dess upphöjda position på det som då var en ö mellan Fyrisån och den då vattenfyllda Hågadalen var förmodligen en viktig strategisk postering. Närheten till Gamla Uppsala, som vid den tiden kunde räknas som en av de största bosättningarna i Sverige, spelade en avgörande roll då passagen via Flottsund redan då var huvudvattenvägen till staden. Under vikingatiden fanns ett gravfält i Sunnersta. Utgrävningar har visat att de begravda tillhörde de mer välbärgade inom vikingasamhället. Närheten till kultcentrumet vid Uppsala högar och Kung Björns Hög bör ha haft inverkan på områdets status.

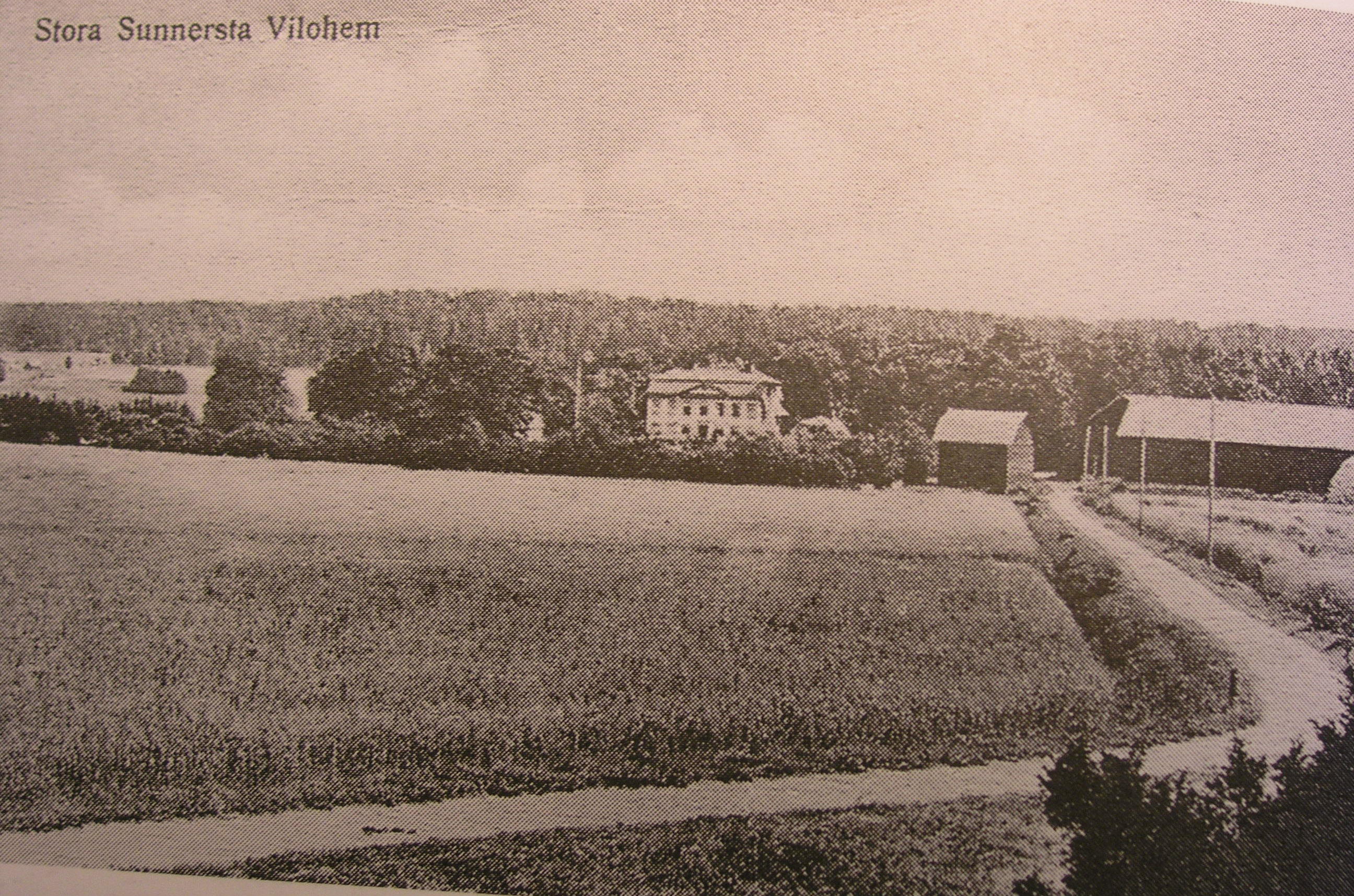
Sunnersta herrgård någon gång i början av 1900-talet. På gärdet i förgrunden låg tidigare Sunnersta by. Vägen motsvaras av dagens Herrgårdsvägen.

### Äldre historia
Sunnersta omtalas i skriftliga handlingar första gången 1295, då Johan Ängel (av Finstaätten) pantsatte 1 öres- och 6 penningland i Sunnersta ('Sundusium') "nära Flottund" till ärkebiskopsbordet för lån av spannmål. År 1302 innehade Sko kloster 1/2 öresland som förvärvats efter abbedissan Elins död. År 1316 upptogs i hertig Valdemars jordebok över vad hertig Valdemar uppburit av kyrkogodsen i Tiundaland, fyra landbönder i Sunnersta, alla lydande under Uppsala domkyrka eller ärkebiskopen. Här medräknades inte Sko klosters jord, som ännu på 1500-talet tillhörde klostret. Under 1500-talet bestod byn av fyra mantal kyrkojord (ett av dem fram till 1548 Sko klosters), ett Sankt Eriks hemman, samt två skatteutjordar, den ena till Ultuna och den andra först till Hammarby och sedan även den till Ultuna.
Sunnersta låg invid Sunnerstavikens strand, norr om Sunnerstaåsen, öster om den redan då anlagda Flottsundsvägen. Enligt legenden ska drottning Kristina ha passerat Flottsund och Sunnersta på resa söderut efter sin abdikation på Uppsala slott år 1654. Sedan 1500-talet fanns färjetrafik över sundet, denna ersattes så småningom med olika brokonstruktioner, bland annat en pontonbro från 1600-talet och en rullbro från 1700-talet. Flottsundsbron är således troligen en av de äldsta broarna över Fyrisån. Cirka 200 meter söder om Flottsundsbron finns den så kallade Kungseken.
Fram till 1800-talet var Sunnersta en by med jordbrukare som arrenderade jordbruksmark av kyrkan. Omkring år 1800 kom dock Sunnersta herrgård att ta över jordbruksmarkerna; man anställde statare och hade torpare på godsets ägor. Bland de torp som fanns på Sunnerstas ägor kan nämnas torpet Sveden, som gett namn till dagens Sveddvägen, samt statartorpet Dånet, som låg mellan nuvarande Sunnersta och Gottsunda och revs först i samband med bygget av Hugo Alfvéns väg på 1970-talet.

### 1900–1970
Sunnersta herrgårds ägande och brukande av den stora markarealen i Sunnersta höll sig över sekelskiftet. Redan vid 1800-talets slut hade emellertid somliga fritidshus och sommarvillor byggts vid Ekolns (Mälarens) strand. År 1906 bildades dock ett konsortium för uppköp av Sunnersta herrgård och uppstyckning av dess marker. Den tidigaste avstyckningen skedde 1906–1907 och skedde strax norr om herrgården, invid dagens Liljekonvaljeholmen. Tomtavstyckningen fortsatte relativt planlöst och bebyggelsen blev blandat permanentbostäder och sommarhus för Uppsalas mer välbeställda. År 1927 köpte det delvis kommunägda bolaget Uppsala-Mälarens Spårvägs AB en stor bit mark i Graneberg utmed Ekolns strand. Syftet var att öppna en spårvagnslinje från Uppsala till Skarholmen samt att sälja mark. Både Graneberg och Sunnersta tillhörde vid denna tid Bondkyrko socken och kommunen ansåg att den planlösa bebyggelsen inom socknen blev ett problem. Därför tillsattes en byggnadsnämnd 1927. Fortsatt tomtavstyckning avsedd för fritidshusbyggnation skedde vidare på västra sidan av Flottsundsvägen. Visserligen hade Sunnersta fortfarande en stor lantlig prägel, men med tiden hade den bofasta befolkningen ökat; det har alltid varit fler bofasta än fritidshus. Samtidigt som befolkningen ökade började också näringslivet öka sin plats i Sunnersta. Speceriaffärer öppnades, kaféer och läkarmottagning fanns på orten redan innan Sunnersta och Graneberg blev en del av Uppsala stad 1947. Flottsundsvägen var också en del av den starkt trafikerade riksväg 13 och en av huvudinfarterna till Uppsala gick fortfarande genom Sunnersta. Detta gav underlag till två bensinmackar, BP och Nynäs, vilka man båda kan se spår av idag.
Den oreglerade bebyggelsen i Sunnersta och Graneberg medförde problem med fastigheternas beteckningar. De kom att få namn såsom exempelvis Elinsro, Arneborg, Fågelsången eller Solhem. Dessa namn försvann dock successivt med att vägar lades ut och fick namn och används nästan aldrig idag. Näringslivsmässigt fanns under denna tid flertal större näringar i Sunnersta: En handelsträdgård strax söder om nuvarande Coop Nära var under en tid den största i Uppsalatrakten. Ett grustag fanns i vad som idag är Sunnerstagropen. Turismen från staden var omfattande och spårvagnarnas mälarlinje blev den mest långlivade (lades ner 1953). Samhället hyste flera speceriaffärer och de flesta samhällstjänster fanns att tillgå.

### 1970–
År 1970 beslutades att ge mer struktur åt bebyggelsen i Sunnersta. Nya huvudvägar såsom Rosenvägen, Långvägen och Blåhakevägen anlades och befintliga vägar numrerades. De nya vägarna innebar i vissa fall stora ingrepp på befintliga tomter; tomterna, som vid den tiden var relativt stora, styckades av och nya hus byggdes. Detta kom att bli grunden till dagens Sunnersta som en tätbefolkad villaförort. Redan under 1960-talet hade riksvägen flyttats från Dag Hammarskjölds väg och med motorvägens öppnande försvann stora delar av genomfartstrafiken i Sunnersta. Detta förde med sig att mycket av den trafikberoende näringen försvann, Nynäsmacken slogs igen redan på 1970-talet och den mer långlivade BP-macken (senare Uno-X) stängdes för gott 2003. Fram till 1975 utgjorde Sunnersta en egen tätort, men i och med att den sydöstra delen av Gottsunda bebyggdes kom Sunnersta att räknas som en del av Uppsala tätort. Befolkningen i Sunnersta vid tiden för sammanslagningen var 2 917 personer (1970). Vid 1970 och framemot 1990-talet fanns även samhällstjänster såsom vårdcentral och postkontor i Sunnersta. Med tiden fick dock det närliggande Gottsunda Centrum allt större betydelse och samhällsservicen i Sunnersta blev överflödig. ICA-butik och kiosk lades ner under 2000-talets tidiga år. Med tiden har både Sunnersta och Graneberg förtätats med uppstyckning av tomter och nybyggnation av hus.

## Bebyggelse och natur

### Bebyggelse
Idag är Sunnersta ett stort relativt lugnt villaområde. Av den ursprungliga fritidshusbebyggelsen syns mycket få spår. Ett fåtal hyreshus finns, men i betydligt mindre omfattning än i närbelägna Gottsunda (där man under miljonprogrammet fokuserade på flerfamiljshus, medan tyngdpunkten i Sunnersta kom att läggas på villabebyggelse). Blandningen av byggnadernas ålder är märkbar, de allra flesta hus som uppfördes under det tidigaste 1900-talet står kvar och fastigheter från alla 1900– och 2000-talets epoker finns representerade, med lite övervikt för fastigheter uppförda under 1970-talet. I nordväst, på vad som egentligen är den sydligaste delen av Ultuna ängar, har under 2000-talet uppförts studentbostäder som går under namnet Lilla Sunnersta, ett namn som egentligen är lånat från gården strax öster om studentbostäderna. Läget i närheten av Sveriges lantbruksuniversitet, SLU, i Ultuna har gjort bostäderna populära för studerande där. En cykelväg har byggts genom det skogsparti som tidigare låg mellan Lilla Sunnersta gård och Hälltorpet med anledning av studentbostäderna. Nybyggnationer har även skett längs med Dag Hammarskjölds väg söder om Sunnersta centrum och Coop Nära, samt via avstyckning av tomter på andra ställen i Sunnersta och Graneberg. Fastighetspriserna är högre än genomsnittet för Uppsala.

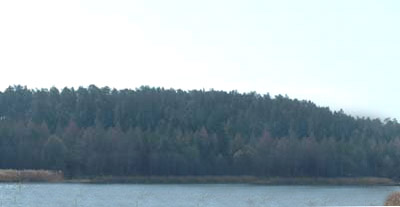
Den skogbeklädda Sunnerstaåsen sedd från Sunnerstaviken.

### Natur
Största delen av Sunnersta och Graneberg är idag – av orsaker som nämnts ovan – relativt öppna villatomter. Det mesta är dock byggt på vad som tidigare var skogsmark. Norra och östra delen av Sunnersta var tidigare, innan bebyggandet och tomtavstyckandet, ängsmark och åkermark. I vad som då var den norra ändan av Sunnersta anlades under tidigt 1900-tal en tät granhäck, idag är det mesta av denna nedtagen men några rester i form av stora granar är synliga till vänster om Dag Hammarskjölds väg vid infart norrifrån.
Sunnerstaåsen är en del av Uppsalaåsen och ett blandskogsbeväxt område, populärt för fritidsaktiviteter. Se även senare stycke om detta.

## Kommunikationer

### Kollektivtrafik
Sunnersta är förbundet till övriga Uppsala och Uppsala län med UL:s stads- och regionbussar. Mellan 1927 och 1953 förekom spårvagnstrafik mellan Uppsala och Lyssnaängen, driven av Uppsala-Mälarens Spårvägs AB. Rälsen är idag uppriven och de tidigare spårvägarna är idag främst bil- och cykelvägar.

### Vägar
Sunnersta är förbundet med övriga Uppsala främst genom den raka utfartsleden Dag Hammarskjölds väg, som i rusningstid kan vara hårt trafikerad av bland annat pendlare. Sunnersta har ett stort vägnät; uppemot etthundra olika gatunamn finns registrerade. Anledningen till den ovanligt vägrika strukturen är Sunnerstas förflutna som ett lantligt bonde- och fritidshussamhälle. Vägarna var inte planlagda och när Sunnersta förvandlades till en tätbebyggd villaförort byggdes nya vägar samtidigt som de gamla vägarna låg kvar. Många vägar kapades och fick inga utfarter till de nya vägarna. Sunnersta har därför ett komplext vägnät, med många återvändsgränder och ologiska vägförbindelser. En följd av vägnätets utseende och bakgrund är att Sunnersta har väldigt få cykelvägar.
Sunnerstas vägförbindelser utåt är även de relativt goda. Sunnersta kopplas ihop med Knivsta kommun, länsväg 255 och Kungshamn-Morga via Flottsundsbron. Västerut kopplas Sunnersta ihop med Vårdsätra och Södra Gottsunda via Vårdsätravägen–Granebergsvägen. Norrut kopplas Sunnersta ihop med Gottsunda via Hugo Alfvéns väg och en cykelväg genom skogspartiet Hökparken. Norrut kopplas även Sunnersta även ihop med Ultuna och centrala Uppsala via Dag Hammarskjölds väg. Det finns även två cykelvägar mellan Sunnersta och Ultuna. På senare år har åtgärder gjorts för att sänka hastigheten genom Sunnersta, bland annat genom farthinder och en nybyggd cirkulationsplats vid korsningen mellan Rosenvägen, Holmvägen och Dag Hammarskjölds väg.

## Näringsliv
Sunnersta är främst ett villaområde och några större arbetsgivare finns inte i området. Stora delar av befolkningen arbetspendlar till övriga delar av Uppsala, men även utpendling till Stockholmsområdet eller andra närliggande platser är vanligt. Sunnersta har en relativt stor andel fåmansbolag och medelinkomsten för en Sunnerstabo ligger näst högst av alla områden i Uppsala kommun, enligt en undersökning gjord av Upsala Nya Tidning (endast Vårdsätra har högre medelinkomst). Arbetstillfällena inom Sunnersta har minskat i och med att service- och handelssektorn har minskat i omfattning. Inom offentlig sektor är Sunnerstaskolan, som med sina cirka 580 elever är en av Sveriges största låg- och mellanstadieskolor, helt dominerande gällande arbetstillfällen i området. Bland de privata arbetsgivare som finns i Sunnersta kan nämnas Höglunds Catering, Coop Nära, Restaurang Skarholmen, Sunnersta Köket Restaurang och Pizzeria samt ett antal skönhets- och hårvårdssalonger.

## Idrott och fritidsaktiviteter
Sunnersta har ett rikt föreningsliv. Sunnersta AIF (Sunnersta Allmänna Idrottsförening), allmänt förkortad SAIF, är områdets mest aktiva förening. SAIF bedriver verksamhet inom bordtennis, fotboll och skidåkning (se mer nedan). Friluftsområdet på och kring Sunnerstaåsen är mycket populärt bland motionärer för joggning, cykling, orientering och promenader. Där finns även en 18-hålsbana för discgolf.
Ursprungligen fanns det två folkparker i Sunnersta- och Granebergsområdet. Då Sunnersta och Graneberg länge räknades som två olika stadsdelar eller områden ter det sig naturligt att Sunnersta och Graneberg hade var sin. Sunnerstas Folkets Park, Liljekonvaljeholmen på udden längst nordöst i Sunnersta, är idag den som mest har kvar sin ursprungliga funktion. Konserter och midsommarfirande hör till de ofta återkommande inslagen. Granebergs Folkets Park, kallad Granebergsparken, består idag främst av fotbollsplaner samt en dansbana och -klubbhus tillhörande Uppsala Bugg & Swing Society.
Sommartid anordnas vid KFUM:s fritidsanläggning Alnäs vid Ekolns strand i Graneberg populära sommarläger för barn och ungdomar. Sommarlägren var en av de tidigaste aktiviteterna i Granebergsområdet efter spårvägens framdragning som ännu innehar ursprungligt syfte. Invid Ekoln och Skarholmen ligger också Upsala Segelsällskaps lokaler och en av norra Mälarens största marinor. Från Skarholmen längs Ekolns strand till varvsområdet i Flottsund (ett av Uppsalas största) går även en mycket vackert belägen strandpromenad. Längs stranden passeras, förutom Alnäs, även Sunnersta Camping (på grund av sitt tidigare användningsområde allmänt kallad Kohagen) och Lyssnaängsbadet, som under sommaren är en tillflyktsort för badsugna från hela södra delen av Uppsala.

### Fotboll

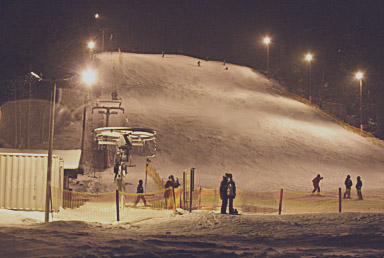
Skidåkning i Sunnerstabacken.

Fotboll är en idrott som har många utövare bosatta i Sunnerstaområdet. Den största inhemska idrottsföreningen är SAIF. SAIF administrerar fotbollsplanerna vid Sunnersta IP (i anslutning till Sunnerstaskolan) och vid Granebergs IP (invid Granebergsparken). SAIF:s damlag spelar i damfotbollens division 3 Uppland, herrlaget spelar i division 2 Norra Svealand. SAIF har även pojk- och flicklag i åldrarna 10–16 år, ungdomslag för U17 och U19 samt fotbollslekis för barn i yngre år.

### Skidåkning
Skidåkning är också en av de mer populära idrotterna i Sunnersta, och då framförallt utförsåkning. På Sunnerstaåsen ligger Sunnerstabacken, en av de större skidbackarna i Mälardalen och den största i Uppsalaområdet. Backen är hemmaplan för Uppsala Slalomklubb, USLK, och vintertid ett populärt mål för många Uppsalabor. Backen drivs gemensamt av Uppsala Slalomklubb, Friluftsfrämjandet och Uppsala kommun. Sunnerstabacken har två liftar: dels den så kallade Åsliften vid den stora backen på åsen, dels den så kallade Gropliften vid den lilla barnbacken i det tidigare grustaget Sunnerstagropen. Liftkort köps av Friluftsfrämjandet i Sunnerstastugan vid Sunnerstagropen. Skiduthyrning finns också i anslutning till Åsliften. Backen finns öppen när snö- och väderförhållandena är goda. 2010 återinvigdes Sunnerstabacken, nu utbyggd med fler pister, under namnet Uppsala Alpina Center.

## Sevärdheter
Sunnersta är en plats som har varit bebodd länge, dock finns idag inte många rester av bebyggelse tidigare än år 1900.
Till de besöksmål Sunnersta har att erbjuda finns:
- Sunnersta herrgård, anrik herrgårdsbyggnad troligen uppförd omkring år 1800. Idag vackert beläget vandrarhem och konferensanläggning invid Sunnerstavikens strand.

- Flottsundskyrkan, uppförd 1919 av Missionsförbundet och tillhör idag Equmeniakyrkan. Öppethålls vid evenemang eller specifika bokningar.

- På andra sidan Fyrisåns mynning i Ekoln står resterna av den gamla Kungseken.

- Sunnersta kyrka. Timmerkyrka ritad av Lars Ridderstedt och uppförd 1968. Omges av vacker tallskog på fornminnesrik mark. Ursprungligen Bondkyrko socken, numera Gottsunda församling[31]. Öppen för allmänheten.
- Sunnersta Fornborg, en fornborg belägen på krönet av Sunnerstaåsen.

## Kända Sunnerstabor genom tiderna
- P.O. Enquist – författare
- Lasse Eriksson – ståuppkomiker, författare och artist
- Kurt Johannesson – professor i retorik
- Christina Jutterström – journalist, TV-reporter och TV-chef
- Siewert Öholm – TV-programledare, journalist
- Sven Delblanc – författare
- Jan Ohlsson – spelade Emil i Lönneberga
- Pelle Hellström (alias Nordpolen) – musiker
- Joachim Vogel – TV-programledare
- Maria Strømme – professor i nanoteknologi
- Tomas Gustafson och Elisabet Gustafson
- Petter Hansson
- Stefan Bärlin
- Angela Kovács